# Дуб Келлога
Дуб Келлога або каліфорнійський чорний дуб (Quercus kelloggii) — вид дуба, поширений на заході Північної Америки, у штатах Орегон та Каліфорнія, споріднений вид до чорного дуба (Quercus velutina). Вид названо на честь американського ботаніка Альберта Келлога.

## Опис
Листяне дерево до 25 м заввишки. Кора від темно-коричневого до чорного кольору, гребені широкі, нерегулярні. Галузки від коричневого до червоно-коричневого кольору, (1,5-) 2–3,5 мм діаметром. Термінальні бруньки каштанові, яйцевиді, 4–10 мм. Листовий черешок 10–60 мм, від голого до густо опушеного. Листова пластина від яйцевидої або широко еліптичної до оберненояйцевидої, 60–200 × 40–140 мм, лопаті гострі. Жолуді раз на два роки; чашка форми блюдця або глибоко чашоподібна, 13-27 мм заввишки × 20-28 мм завширшки, покриваючи 1/2–2/3 горіха. Горіх 21–34 × 14–22 мм. Цвіте в кінці весни.

## Поширення
Росте на схилах і в долинах пагорбів і гір на висотах 300–2400 м у Каліфорнії і в південній частині штату Орегон. Росте в змішаних, а також дубових і хвойних лісах. Дерево може рости в багатьох типах ґрунтів, але важливо, щоб ґрунт був добре осушеним.

## Використання
Корінні американці надавали перевагу жолудям цього виду з-поміж інших видів для приготування страв із жолудів. Цей жолудь був основним продуктом харчування для багатьох індіанських груп. Корінні американці визнали важливість вогню для цього дуба, і навмисно запалювали вогні в дубових рідколіссях з метою сприяння здоров'ю дубів і забезпечення їх джерелом їжі. Деревина використовується для виготовлення меблів, піддонів і як будівельна деревина. Дуб використовується як декоративне дерево.

## Галерея

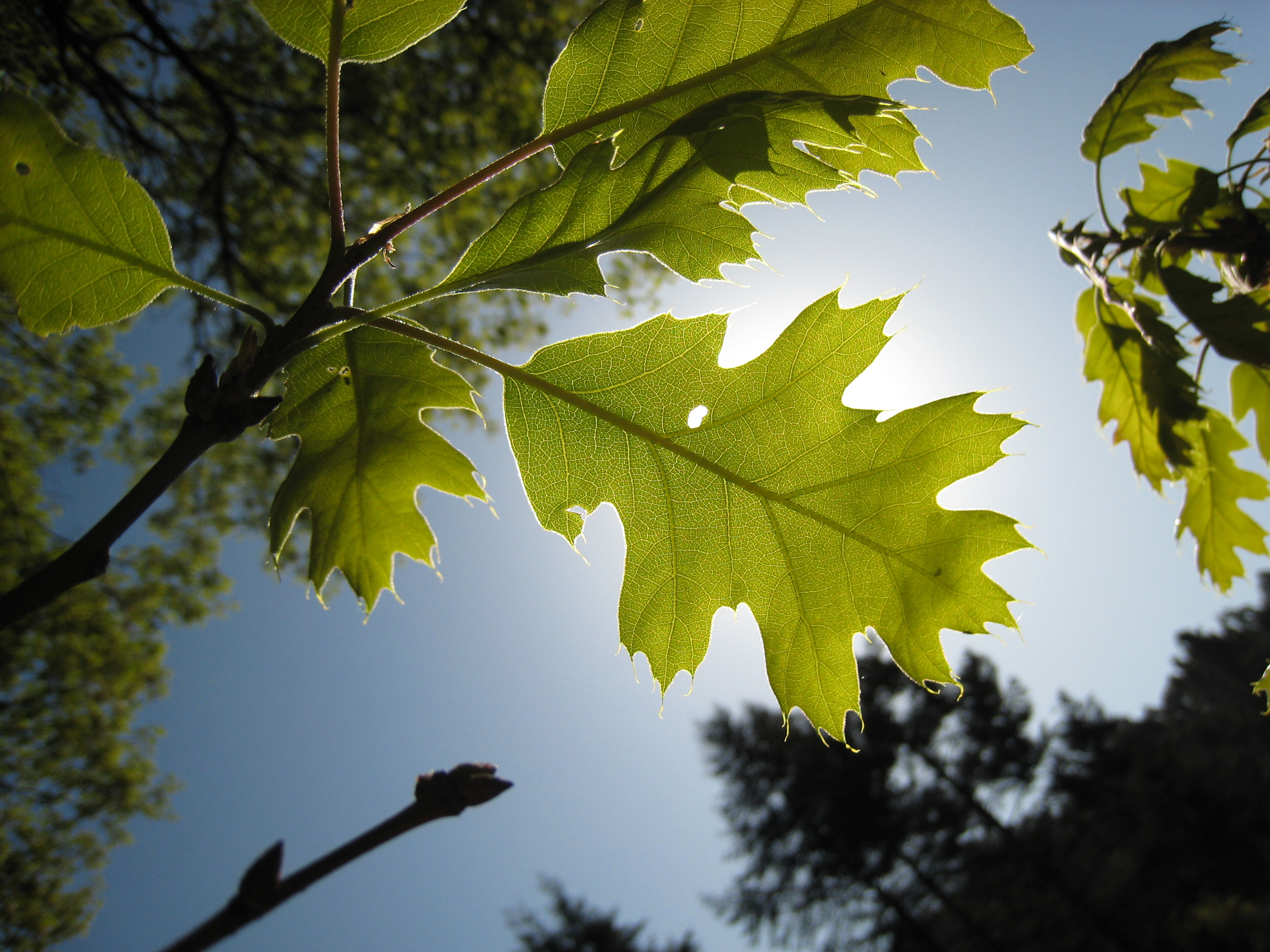
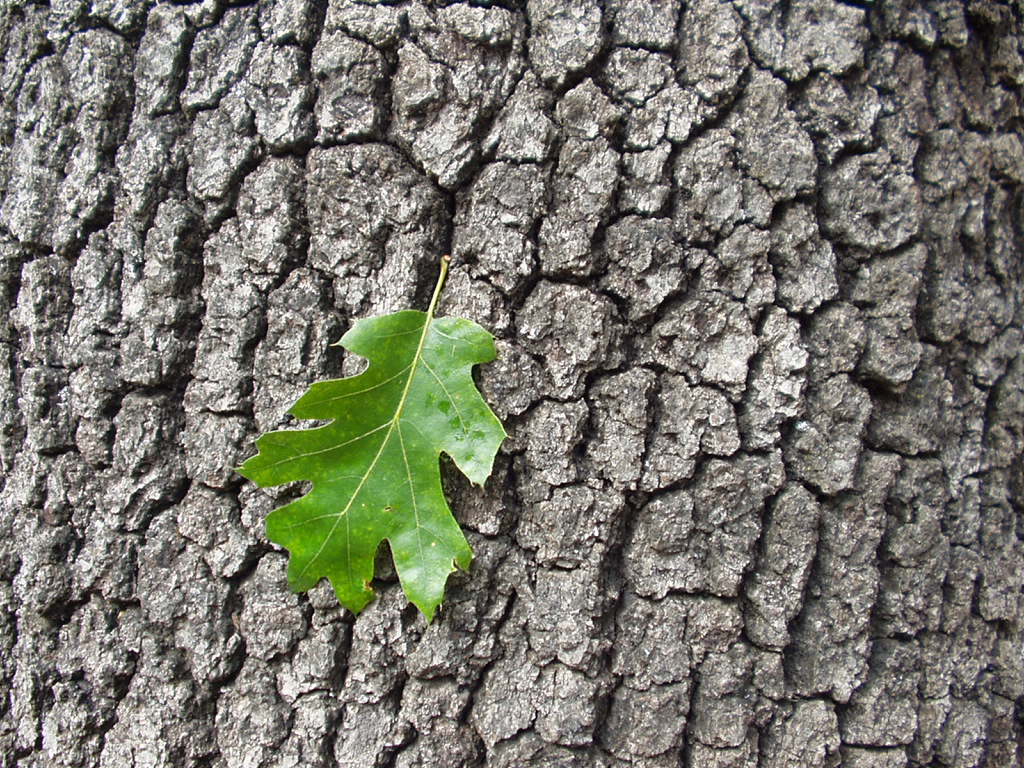
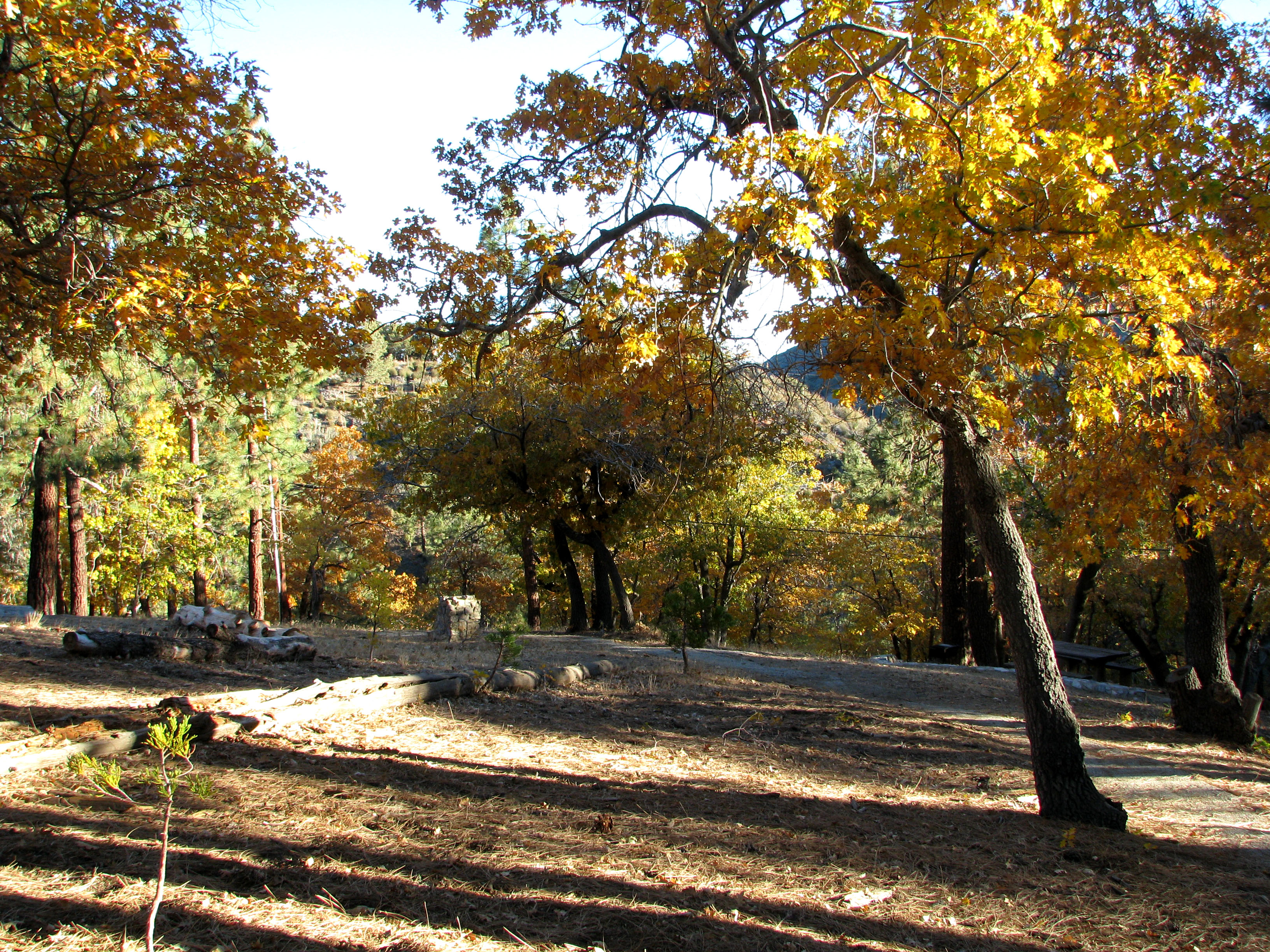
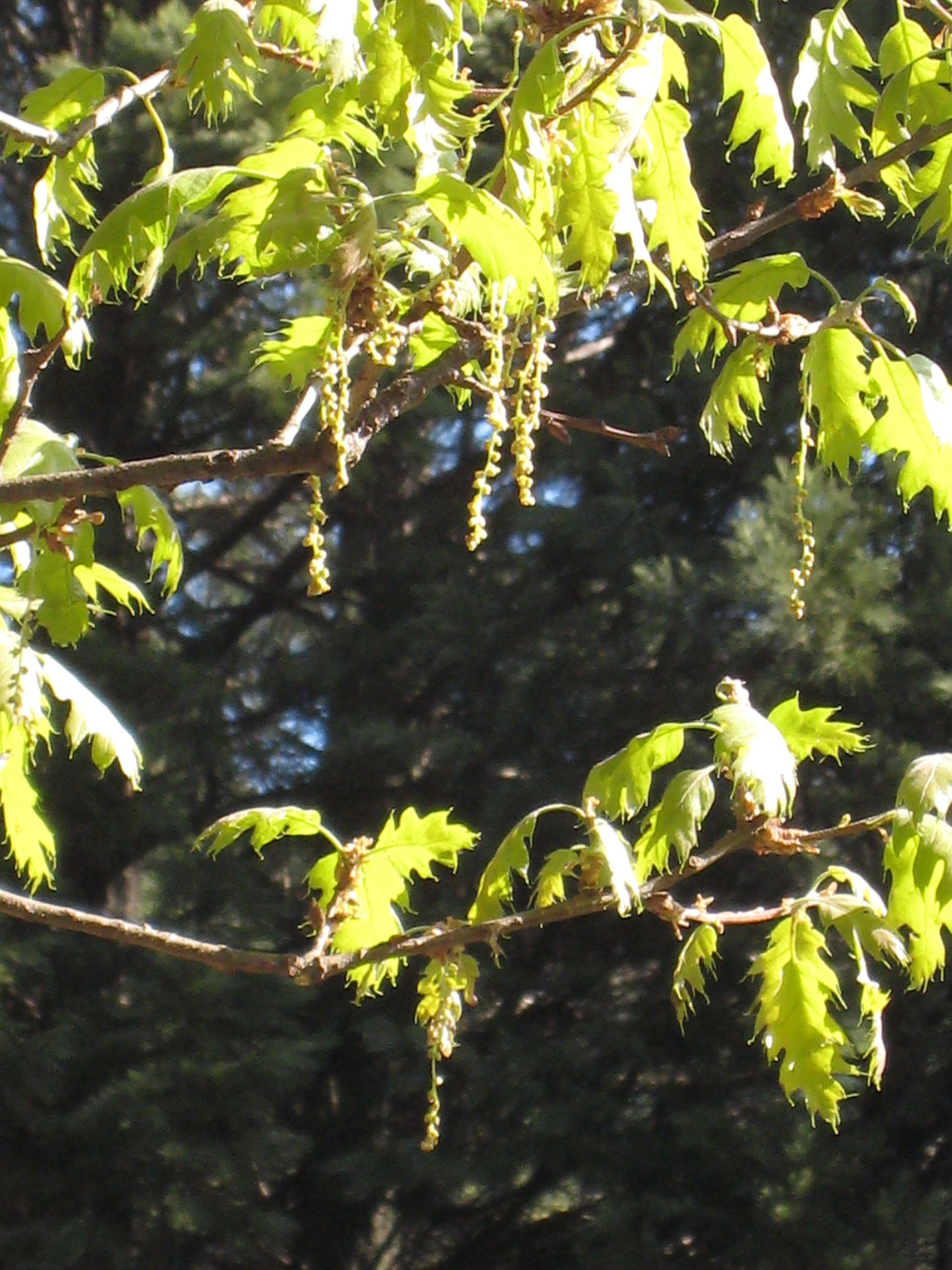